# Гіпсікратія
Гіпсикратія — коханка та дружина правителя Понтійського царства Мітрідата VI; уродженка Кавказу, учасниця військових дій.

## Життєпис
Будучи наложницею і шостою дружиною Понтійського правителя, Гіпсикратія оволоділа військовим мистецтвом і супроводжувала їх у військових походах. Вона добре поводилася з списом, сокирою, мечем, а також була непоганj. лучницею.
Незважаючи на поразку Мітрідата від військ Помпея, Гіпсікратія одна з небагатьох не покинула свого чоловіка.
У серпні 2013 року в ході розкопок, проведених російськими археологами, у Фанагорії на місці акрополя були знайдені сліди пожежі і мармурова надгробна плита, присвячена наложниці царя Гіпсикратії, яка, судячи з усього, загинула під час народних хвилювань 63 до н. е..